# Afrikaanse kampioenschappen wielrennen 2018 – Individuele tijdrit vrouwen elite
De dertiende editie van de individuele tijdrit voor vrouwen elite op de Afrikaanse kampioenschappen wielrennen werd gehouden op 15 februari 2018. De deelneemsters moesten een parcours van 40 kilometer in en rond Kigali afleggen. De Eritrese Mossana Debesay volgde Aurélie Halbwachs uit Mauritius op als winnares.

## Uitslag
| Plaats | Naam                  | Tijd     |
| ------ | --------------------- | -------- |
| Goud   | Mossana Debesay       | 1u04'45" |
| Zilver | Selam Amha            | + 13"    |
| Brons  | Eyeru Tesfoam Gebru   | + 1'25"  |
| 4      | Tighisti Ghebrihiwet  | + 1'58"  |
| 5      | Aurélie Halbwachs     | + 3'01"  |
| 6      | Vera Adrian           | + 3'38"  |
| 7      | Beatha Ingabire       | + 4'19"  |
| 8      | Ebtisam Zayed         | + 6'44"  |
| 9      | Magnifique Manizabayo | + 7'53"  |
| 10     | Ese Lovina Ukpeseraye | + 14'39" |
| 11     | Emilienne Sawadogo    | + 15'28" |